# François Bessières
Pour les articles homonymes, voir Bessières.
François Bessières, né le 22 avril 1755 à Montauban et mort le 25 septembre 1825 à Montauban, est un général et homme politique français de la Révolution et de l'Empire.

## Biographie
Frère aîné du maréchal Bessières[réf. à confirmer], François Bessières suivit la carrière militaire.

### Carrière militaire
Il entre au service, en 1786. Lieutenant de la Garde nationale de Montauban en juillet 1789, et y sert en 1790, avec le grade de capitaine puis de chef de bataillon. Il est blessé et fait prisonnier dans la malheureuse affaire qui eut lieu en cette ville le 10 mai 1790.
Nommé maire de Montauban en 1792, par les assemblées primaires, il donne sa démission, pour prendre du service actif.
Il est nommé successivement lieutenant-colonel du 1er bataillon de volontaires du Lot le 1er juillet 1792, il est promu général de brigade le 7 septembre 1793 et général de division le 19 septembre suivant.
Il a fait les campagnes de 1792 à 1796 aux armées de la Moselle et de Sambre-et-Meuse, sous les généraux Schawenbourg, de Launay, Moreau, Pichegru et Hoche. Les services qu'il rend dans le cours de ces campagnes sont consacrés dans des attestations honorables des généraux Ambert, Grigny, Ernouf et Hoche, des 4 avril 1796, 13 mai 1796, et 4 mars 1797.
Blessé à l'affaire de Saint-Jean, près de Sarrebruck, il prend le commandement des 3e et 4e divisions militaires, sous les ordres des généraux Hoche et Jourdan, successivement chefs de l'armée de Sambre-et-Meuse. Au mois de janvier 1795, lors de l'explosion qui fait sauter la salle d'artifice de l'arsenal de Metz, cette ville doit son salut au sang-froid et à l'intrépidité du général Bessières, qui, le 3 février suivant, reçoit du gouvernement un arrêté portant que lui et sa brave garnison ont bien mérité de l'humanité et de la patrie.
Atteint, à Tiercelet, d'un éclat d'obus à la jambe, qui le met hors d'état de pouvoir désormais faire usage du cheval, il demande sa retraite, qui lui est accordée le 28 avril 1797, avec une pension de 5 000 francs, réduite provisoirement à 3 000, en récompense, porte le brevet, de onze années de service, y compris cinq campagnes dans le grade de général.
Cependant, après la révolution du 18 fructidor an V (4 septembre 1797), il est employé dans les 1re et 16e divisions militaires, comprenant les départements du Nord, de l'Aisne et du Pas-de-Calais, et est chargé en chef de la défense des côtes de la Manche. Il repousse plusieurs tentatives faites par les Anglais sur les divers postes qui défendent la plage ; et, dans une descente qu'ils effectuent, il les force à se rembarquer, avec perte d'environ 1 200 hommes, tués ou noyés.
Lors de l'insurrection de la Belgique, il marche au secours du général Bonnard, qui commande à Gand, et arrive à temps pour déjouer les projets des insurgés, et pour préserver la ville du pillage.
Le 5 février 1799, il est appelé au commandement de la 19e division militaire, comprenant les départements du Rhône, de la Loire, du Cantal, du Puy-de-Dôme et de la Haute-Loire. Lyon, Le Puy et Issengeaux sont alors en état de siège. Dans ce commandement, il fait partie de l'armée d'Italie, sous les ordres du général Championnet, et parvient, par sa vigilance et sa fermeté, à réprimer tous les genres de déprédations et de brigandages qui se commettent dans le département du Rhône.

### Retraite et carrière politique
Bessières est mis une nouvelle fois à la retraite en 1811.
Lorsque Napoléon Ier revint de l'Île d'Elbe, en 1815 (Cent-Jours), il nomme le général Bessières (qui reprend de l'activité) maire de la ville de Montauban, et l'assemblée électorale de l'arrondissement de Montauban l'élut député à la Chambre des représentants (13 mai 1815). Il occupe ces deux places jusqu'à la seconde Restauration.
Mis une seconde fois à la retraite en octobre 1815, il meurt en 1825.